# Lyngør
Lyngør est un vieux port et un petit bourg qui appartient à la commune de Tvedestrand dans le fylke d'Agder, mais se situe entre Risør et Tvedestrand principalement sur l'île de Lyngøya d'une superficie de 0,7 km2 (58° 38′ 25,34″ N, 9° 08′ 10,22″ E). Ce bourg est composé de plusieurs îles. Le moyen de déplacement le plus utilisé est le bateau car on ne trouve ni route ni voiture à Lyngør. Aujourd'hui on compte aux environs de 80 habitants à Lyngør, grâce à l'importance locale de son rôle de garde de voiliers. Une grande partie des maisons sert actuellement[Quand ?] de résidence secondaire.

## Histoire

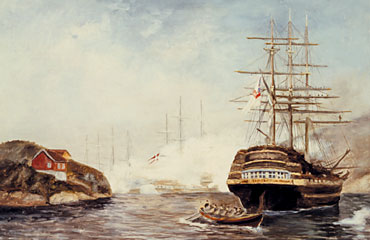
La bataille de Lyngør

Le détroit de Lyngør est connu pour une dramatique bataille navale lors des guerres napoléoniennes. La marine britannique coula le 12 juillet 1812 la frégate dano-norvégienne Najaden.
L'épave du Najaden fut retrouvée en 1957.